# Luis de Toro
Luis de Toro (1530? ¿Plasencia? - ¿?) fue médico e historiador español en la segunda mitad del siglo XVI.

## Biografía
Escribió en el año 1574 un tratado de medicina titulado: De febris epidemicae et nouae. Su trabajo se vio afectado por la rebelión de las Alpujarras, tras dicha revuelta coincidió que una enfermedad contagiosa se dispersó por la península y acerca de la misma escribió de Toro en su obra. A dicha fiebre se la denominó: fiebre punticular (tifus) y él mismo señaló que la causa de su propagación fue la dispersión de los moriscos a lo largo de toda la península. No se logró mitigar la epidemia hasta el año de 1570, causando la despoblación de gran parte de la península ibérica.

## Obra
Fue un humanista del que se poseen cuatro tratados en la actualidad, tres manuscritos y un impreso. El primero de ellos reside en la Biblioteca de Salamanca y, datado en 1569, está escrito en castellano, su título es: "Discursos o consideraciones sobre el arte de enfriar la bebida", la segunda data de 1573 escrita en latín y dispuesta en forma de diálogo es su "De febris epidemicae novae ... vulgo tabardillo et pintas dictur". La tercera obra es un manuscrito que reside en Salamanca y consiste en un tratado de historia de la ciudad de Plasencia con un plano de la misma, su título es: "Placentiae urbis et eiusdem episcopatus, descriptio 1573", en esta obra se describen los monumentos de la ciudad.   